# Смирнов-Свєтловський Петро Іванович
Петро Іванович Смирнов-Свєтловський (1 серпня 1897, хутір Сулін області Війська Донського, тепер місто Красний Сулін, Російська Федерація — розстріляний 17 березня 1940, місто Москва) — радянський військово-морський діяч, командувач Чорноморського флоту, флагман флоту 2 рангу (1938), депутат Верховної Ради СРСР 1-го скликання.

## Біографія
Народився в родині козака Івана Смирнова, який працював лікарем. Навчався в Петроградському політехнічному інституті.
У молодості захопився революційними ідеями та у 1914 році вступив в РСДРП.
У 1917 році — редактор газет Кронштадтського комітету РСДРП(б) (де писав статті під псевдонімом Свєтловський), і членом військово-технічної комісії Кронштадтської ради матроських депутатів. Один із організаторів більшовицького повстання в Петрограді у жовтні 1917 року. Під час повстання — комісар і начальник штабу зведеного Кронштадтського загону в Петрограді.
У Військово-морському флоті РРФСР з лютого 1918 року. У кінці лютого 1918 року як комісар мінно-підривного загону з моряків-балтійців брав участь в обороні Пскова від німецьких військ. Потім направлений на Східний фронт. Один з організаторів Волзької військової флотилії; в липні 1918 року очолив її штаб. Потім командир кінного загону 5-ї армії, з яким діяв в тилу Колчака.
З січня по березень 1919 року — військовий комісар Кронштадтської морської фортеці.
17 квітня 1919 року призначений командувачем і військовим комісаром Волзької військової флотилії. Під його керівництвом флотилія сприяла 2-ї армії при форсуванні річки Ками в ході Пермської операції. 25 липня 1919 року флотилія увійшла до складу Волзько-Каспійської військової флотилії, у зв'язку з чим був звільнений з посади та переведений в Україну.
13 вересня 1919 року призначений командувачем Дніпровської військової флотилії і членом РВР Гомельського укріпрайону. Влітку 1920 року за його керівництвом флотилія сприяла військам 12-ї армії у форсуванні Дніпра і окупації Києва під час польсько-радянської війни.
7 серпня 1920 року відбув на Кавказький фронт. З 14 серпня по 23 вересня 1920 командував Морською експедиційною дивізією, що брала участь в розгромі врангелівського десанту генерала Улагая.
З 6 жовтня по 14 грудня 1920 року — знову командувач Дніпровської флотилії.
Після закінченні Громадянської війни в Росії продовжив службу на флоті, був військовим комісаром і старпомом сторожового корабля «Воровський», на якому в 1924 році здійснив чотиримісячний перехід з Архангельська у Владивосток. Потім перебував у спецвідрядження в Китаї військовим радником.
У 1927 році закінчив Військово-морську академію, після чого командував ескадреним міноносцем. Потім командував дивізіоном есмінців Червонопрапорного Балтійського флоту.
З 1934 року — інспектор Управління Військово-Морських Сил РСЧА.
15 серпня 1937 року призначений командувачем Чорноморського флоту СРСР.
30 грудня 1937 року створений Народний Комісаріат Військово-морського флоту СРСР, а Смирнов-Свєтловський був призначений 1-м заступником народного комісара Військово-морського флоту СРСР Петра Смирнова.
Після арешту Петра Смирнова, який стався 30 червня 1938 року, виконував обов'язки народного комісара Військово-морського флоту СРСР аж до призначення 8 вересня 1938 року на цю посаду Михайла Фріновського.
Заарештований НКВС СРСР 26 березня 1939 року. Звинувачувався в зраді Батьківщині, участі у контрреволюційній організації і шкідництві. 16 березня 1940 року засуджений до розстрілу. Вирок приведений у виконання на наступний день. Останки були поховані на Донському кладовищі Москви.
Посмертно реабілітований 23 червня 1956 року.

## Звання
- Флагман ІІ рангу (2.12.1935)
- Флагман І рангу (15.08.1937)
- Флагман флоту 2-го рангу (17.02.1938)

## Нагороди
- Орден Леніна (1938)
- Орден Червоного Прапора (1920)
- Орден Червоної Зірки (1934)